# Anouk van de Wiel
Anouk van de Wiel (Venlo, 10 juli 1992) is een Nederlandse handbalster die uitkomt in de Duitse 2. Bundesliga voor SG 09 Kirchhof.